# Fachhochschule Rheinland-Pfalz
La Fachhochschule Rheinland-Pfalz était une institution du Land Rhénanie-Palatinat qui rassemblait les différents emplacements de Fachhochschulen.
La Fachhochschule Rheinland-Pfalz était fondée en 1971 et avait au début 5 000 étudiants. On regardait les Fachhochschulen comme une chance de pouvoir diminuer la fréquentation des universités. Le but que 40 % des étudiants-débutants commencent à une Fachhochschule n'était jamais réalisé puisque le nombre des débutants dans les sciences de l'ingénieur reculait. Par contre, Rhénanie-Palatinat atteint avec 34 % des étudiants des Fachhochschulen une des premières positions en Allemagne.
À partir du 1er septembre 1996 la Fachhochschule Rheinland-Pfalz était divisée en sept Fachhochschulen indépendantes. Le nombre des étudiants montait à 21 000.
Les Fachhochschulen en Rhénanie-Palatinat continuaient à travailler ensemble: Il y a un « centre des Fachhochschulen pour les études à distance » et une coopération pour le développement en génie industriel auprès des établissements à Trèves et Kaiserslautern. En 2000, le « Virtuelle Campus Rheinland-Pfalz (VCRP) » était fondé pour soutenir les Hochschulen à compléter leur présence dans les nouveaux médias et sur le marché international de la formation. 

## Lieux
- Bingen am Rhein : Fachhochschule Bingen
- Birkenfeld : annexe de la Hochschule Trier (Umwelt-Campus Birkenfeld)
- Coblence : Hochschule Koblenz
- Deux-Ponts : annexe de la Fachhochschule Kaiserslautern
- Höhr-Grenzhausen : annexe de la Hochschule Koblenz
- Kaiserslautern: Hochschule Kaiserslautern
- Ludwigshafen am Rhein: Hochschule Ludwigshafen am Rhein
- Mayence: Fachhochschule Mainz, Katholische Hochschule Mainz
- Pirmasens : annexe de la Hochschule Kaiserslautern
- Remagen : annexe de la Hochschule Koblenz (RheinAhrCampus)
- Trèves : Hochschule Trier
- Worms : Hochschule Worms